# Wightmans Grove
Wightmans Grove – jednostka osadnicza w Stanach Zjednoczonych, w stanie Ohio, w hrabstwie Sandusky.